# Salix sericea
Espèce
Salix  sericea, également connu sous le nom saule soyeux (en anglais, silky willow), est une espèce de plantes à fleurs de la famille des Salicaceae. C'est un saule originaire de l'Amérique du Nord.

## Description
Salix sericea est un arbuste qui atteint de 2 à 4 m de haut et a de longues et minces brindilles violacées.
Les feuilles font 6 à 10 cm de long, 7 à 8 mm de large.  Elles sont  lancéolées,  acuminées, dentées, vert foncé et légèrement poilues sur le dessus ; vert clair et densément recouvertes de poils blancs soyeux dessous. Les feuilles matures sont  glabres. Les  pétioles font 1 cm de long. Les chatons sont  sessiles et habituellement avec des  bractées. 
Salix sericea fleurit en mai et les fruits sont matures en juin.

## Répartition et habitat

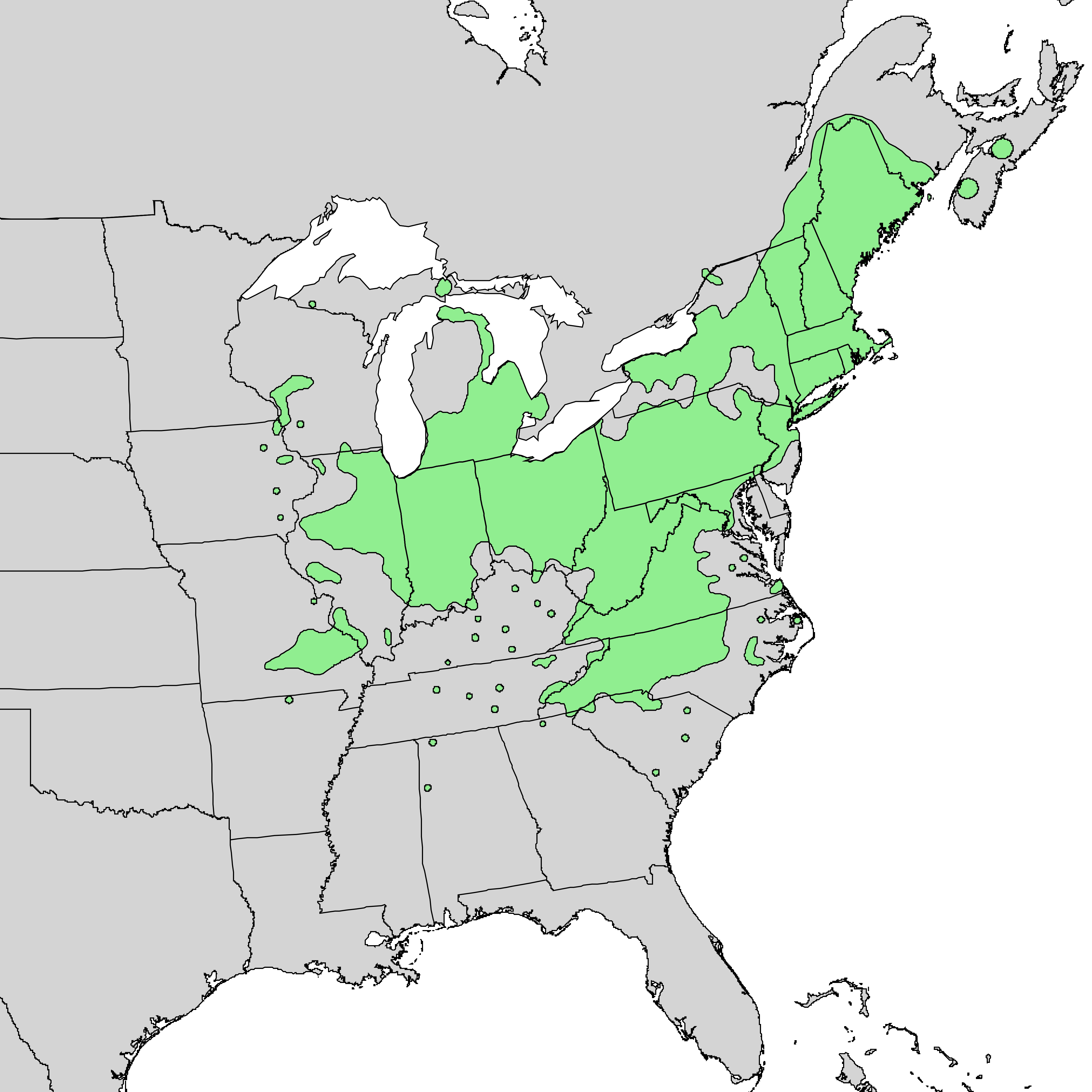
Répartition.

Il pousse dans les marécages et le long des rivières dans l'est des États-Unis et au Canada.